# 中山有一
中山有一（なかやま ゆういち）は日本の男性作曲家。

## 経歴
ピアノ教師の母親の影響もあり、高校時代から作曲活動を開始し、名古屋芸術大学に入学。
　入学後、主に田頭氏などの指導を受けながら作曲活動を本格的に開始し、演奏グループPalm Leafを結成してグループ活動も開始。
　卒業後は、携帯電話代理店会社に就職することにより、携帯電話販売員として仕事をするとともに、作曲活動も自主的に進めてきた。　